# Rokas
Rokas ist ein litauischer männlicher Vorname, abgeleitet von Rochus.
Namenstag ist in Litauen der 16. August.

## Namensträger
- Rokas Baliukovas (* 1978), Politiker, Vizeminister der Energie
- Rokas Bernotas (*  1952), Diplomat und Politiker, Vizeminister
- Rokas Flick (1936–2023), Ökonom und Politiker, Vizeminister der Energie
- Rokas Jokubaitis (* 2000), Basketballspieler
- Rokas Masiulis (* 1969), Manager und Wirtschaftsprüfer, Politiker, Energieminister
- Rokas Suslavičius (* 1990), Biathlet
- Rokas Uscila (* 1974), Kriminologe, Viktimologe, Vizeminister der Justiz
- Rokas Žilinskas (1972–2017), Journalist, Mitglied des Seimas